# Vincent Dubois (homme politique)
Pour les articles homonymes, voir Dubois et Vincent Dubois.
Vincent Dubois, né le 5 août 1981 à Cannes (Alpes-Maritimes), est un homme politique français.
Élu sénateur de la Polynésie française en 2014, il perd ce mandat en 2015 à la suite de l'annulation de son élection.

## Biographie

### Études et profession
Ayant passé son enfance et son adolescence à Tahiti, il poursuit ses études en métropole, à Paris, à Nice, où il obtient une maîtrise de droit public, puis à l'université d'Oxford en Angleterre, où il décroche une maîtrise de droit privé, option « carrières judiciaires » dans le cadre d'un échange Erasmus. Après l'obtention d'un master en droit public de l'économie, délivré par l'université Panthéon-Assas, il intègre le CRFPA de Versailles en 2006, et obtient son CAPA en octobre 2007. Il prête serment en novembre 2007 devant le barreau de Papeete et commence sa carrière en tant que collaborateur de Me François Quinquis.
Depuis le 1er janvier 2012, il est associé fondateur du cabinet Fenuavocats.
Il se fait connaître du grand public polynésien dans certaines affaires pénales à forte résonance médiatique locale. Il est notamment l'avocat d'Henri Haiti, dans l'affaire de l'assassinat du touriste allemand Stefan Ramin, ou de Rere Puputauki, dans l'affaire du naufrage du Tahiti Nui IV et de la disparition du journaliste Jean-Pascal Couraud.

### Parcours politique
Vincent Dubois se lance en politique après avoir fait la connaissance de Cora Flosse, fille de Gaston Flosse. Il est 17e sur la liste « Punaauia To'u Oire » du député Jean-Paul Tuaiva, défaite aux élections municipales de 2014 dans la commune de Punaauia. Il dirige ensuite avec succès la campagne de Maina Sage, candidate du Tahoeraa huiraatira à l’élection législative partielle dans la première circonscription de la Polynésie française, en remplacement d'Édouard Fritch.
Il est élu sénateur de la Polynésie française le 28 septembre 2014, mais son élection est annulée par le Conseil constitutionnel le 6 février 2015. Lors de la séance d'élection du président du Sénat, le 1er octobre 2014, il est secrétaire de séance, étant un des six plus jeunes sénateurs de France. Au Sénat, il siège au sein du groupe UDI-UC et est membre de la commission des Lois constitutionnelles, de législation, du suffrage universel, du Règlement et d'administration générale ainsi que de la délégation sénatoriale aux outre-mer. Candidat à sa succession lors de l'élection partielle du 3 mai 2015, il obtient 34,3 % des voix.
Candidat du Tahoeraa huiraatira aux élections législatives de 2017 dans la troisième circonscription de la Polynésie française, il termine en troisième position le 3 juin avec 27,6 % des suffrages exprimés, ce qui ne lui permet pas de se maintenir au second tour faute d'avoir réuni plus de 12,5 % des inscrits.

### Vie privée
Vincent Dubois a pratiqué le rugby. Demi-finaliste du championnat de France universitaire en 2006, il est plusieurs fois champion de Polynésie de rugby à XV, et fait partie de la sélection polynésienne aux Jeux du Pacifique de 2007.